# Onón
Onón (en asturiano y oficialmente: Ounón) es una parroquia del concejo de Cangas del Narcea, en el Principado de Asturias, España.
Localidad muy vinculada a la agricultura y ramaderia en el pasado, en la actualidad ha experimentado una importante despoblación.